# Пашенная, Вера Николаевна
Ве́ра Никола́евна Паше́нная (в замужестве Грибунина; 7 (19) сентября 1887, Москва — 28 октября 1962, там же) — русская и советская актриса, педагог. Народная артистка СССР (1937). Лауреат Ленинской (1961) и Сталинской премии l степени (1943). Кавалер двух орденов Ленина (1937, 1949).

## Биография
Вера Пашенная родилась в Москве в семье известного актёра Николая Петровича Рощина-Инсарова (настоящая фамилия Пашенный), происходившего из помещичьей семьи. Мать — Евгения Николаевна Пашенная, в молодости играла в любительских театрах, но затем оставила сцену ради семьи. Вскоре родители расстались и мать вышла замуж за Николая Петровича Кончаловского, заменившего Вере отца.
В 1904—1907 годах училась у Александра Ленского в драматических классах Московского императорского театрального училища.

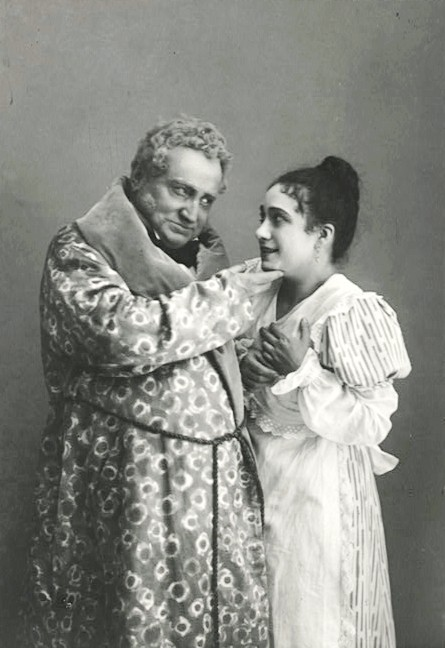
Вера Пашенная в роли Лизы и Александр Южин в роли Фамусова, «Горе от ума», Малый театр, 1915

С 1907 года выступала на сцене Малого театра — ее дебют Пашенной состоялся в пьесе И.И.Колышко «Дельцы». Заменив в одном из спектаклей Марию Ермолову, быстро добилась признания и вскоре стала ведущей актрисой театра.
С 1914 года начала преподавать в драматических классах училища, впоследствии известного как Высшее театральное училище имени М. С. Щепкина.
В 1921 году играла в Театре Корша (3-й театр РСФСР. Комедия), с 1923 по 1924 год — в Замоскворецком театре Петра Струйского, в 1924 году — в Музыкальной студии при МХАТ под руководством Владимира Немировича-Данченко; в 1922—1923 годах по приглашению Константина Станиславского участвовала в зарубежных гастролях МХАТа.
Всего на театральной сцене Пашенная сыграла более ста ролей.
В 1924 году вместе с Надеждой Смирновой организовала Театр-студию из первого выпуска Драматических курсов при Малом театре и стала его директором.
В 1936 году, отправившись на гастроли в Игарку, основала там Народный театр.
С 1933 года руководила несколькими курсами Щепкинского училища, а в 1941 году ей было присвоено звание профессора. Руководитель кафедры актёрского мастерства училища с 1945 года.
В коллекции Гостелерадиофонда хранятся записи спектаклей и сцен с участием актрисы, радиоспектаклей и литературных произведений А.С.Пушкина, Н.А.Некрасова, В.Г.Короленко, М.Горького, Б.Н.Полевого, В.Ф.Пановой в её исполнении.
Член КПСС с 1954 года.
Вера Пашенная скончалась 28 октября 1962 года в Москве. Похоронена на Новодевичьем кладбище (участок № 2).

### Семья
- Отец — Николай Петрович Рощин-Инсаров (настоящая фамилия Пашенный, 1861—1899), драматический артист.
- Мать — Евгения Николаевна Пашенная.
- Отчим — Николай Петрович Кончаловский.
- Сестра — Екатерина Николаевна Рощина-Инсарова (1883—1970), драматическая актриса. В 1919 году эмигрировала в Европу.
- Первый муж (1905—1909) — Витольд Альфонсович Полонский (1879—1919), актёр[12][13].
  - Дочь — Ирина Витольдовна Полонская (1906—1986), актриса МХАТ, преподавала в Театральном училище имени М.С.Щепкина[6]. Ее муж, Сергей Николаевич Сверчков (1898—1955), актер и режиссер, во время Великой Отечественной войны попал в окружение, был взят в плен, служил в РОА, после войны остался в Германии, а затем жил в США. Автор мемуаров «Московские театры 1917-1941» (под псевдонимом Серж Орловский)[14].
    - Внуки: Владимир Сергеевич Сверчков (1933—1973), актёр и режиссёр Малого театра,  Александр Сергеевич Дубков (1938—1990).
- Второй муж (с 1916 года) — Владимир Фёдорович Грибунин (1873—1933), актёр[15].

## Творчество

### Роли в театре
Малый театр
- 1907 — Вера — «Дельцы» И. И. Колышко
- 1907 — Кэт — «Джентльмен» А. И. Сумбатова
- 1908 — Аннушка — «Без вины виноватые» А. Н. Островского
- 1908 — Маша — «На покое» А. И. Куприна и А. И. Свирского
- 1908 — Франческа — «Франческа да Римини» Габриеле д' Аннунцио
- 1908 — Таня Дедявкина — «Казённая квартира» В. А. Рышкова
- 1908 — Христиана Мюллер — «В борьбе за мужчину» К. Фибих
- 1909 — Липа — «Белая ворона» Е. Н. Чирикова
- 1909 — Наденька — «Жены» Д. Я. Айзмана
- 1909 — Марья Андреевна — «Бедная невеста» А. Н. Островского
- 1910 — Клавдия — «В старые годы» И. В. Шпажинского
- 1910 — Татьяна Кондарева — «Старый обряд» А. Н. Будищева
- 1910 — Мария Стюарт — «Мария Стюарт» Ф. Шиллера
- 1910 — Агния Семеновна — «Клеймо» П. Д. Боборыкина
- 1911 — Катерина — «Гроза» А. Н. Островского
- 1911 — Лариса — «Бесприданница» А. Н. Островского
- 1912 — Ганка Бельская — «Пир жизни» С. Пшибышевского
- 1912 — Розалинда — «Как вам это понравится» У. Шекспира
- 1913 — Опимия — «Побеждённый Рим» Ал. Пароли
- 1913 — Герцогиня Падуанская — «Герцогиня Падуанская» О. Уайльда
- 1913 — Анна Демурина — «Цена жизни» Вл. И. Немировича-Данченко
- 1913 — Нина Степанова — «Насильники» А. Н. Толстого
- 1913 — Татьяна Кунцева — «Проигранная ставка» А. М. Алпатьина
- 1914 — Настасья — «Неприятель» С. С. Мамонтова
- 1914 — Елена — «Соучастники» П. Д. Боборыкина
- 1914 — Ксения — «Торговый дом» И. Д. Сургучёва
- 1914 — Герцогиня Мальборо — «Стакан воды» Э. Скриба
- 1914 — Людмила Батунина — «Старый закал» А. И. Сумбатова
- 1914 — Наташа Терлецкая — «Первые шаги» В. А. Рышкова
- 1915 — М-с Гильдфорд — «Добродетель и добродетель» А. Сютро
- 1914 — Ядвига Вародич — «Светочи» А. Батайля
- 1915 — Евгения Мироновна — «На бойком месте» А. Н. Островского
- 1915 — Олена — «Воевода» А. Н. Островского
- 1916 — Кума Настасья — «Чародейка» И. В. Шпажинского
- 1916 — Арданова — «Шарманка сатаны» Н. А. Тэффи
- 1916 — Татьяна Телегина — «Вторая молодость» П. М. Невежина
- 1916 — Порция — «Венецианский купец» У. Шекспира
- 1917 — Варенька Дьякова — «Романтики» Д. С. Мережковского
- 1917 — Лауренсия — апофеоз «Освобожденная Россия» И. С. Платона
- 1917 — Анна Павловна Оброшенова — «Шутники» А. Н. Островского
- 1917 — Бианка — «Флорентийская трагедия» О. Уайльда
- 1917 — Лиза — «Горе от ума» А. С. Грибоедова
- 1918 — Сюзанна — «Женитьба Фигаро» Бомарше
- 1919 — Девица — «Старик» М. Горького
- 1919 — Электра — «Электра» Г. Гофмансталя
- 1920 — Леди Анна — «Ричард III» У. Шекспира
- 1921 — Бригитта Клейполь — «Оливер Кромвель» А. В. Луначарского
- 1923 — Вера Филипповна — «Сердце не камень» А. Н. Островского
- 1924 — Порция — «Юлий Цезарь» У. Шекспира
- 1924 — Эсфирь — «За океаном» Я. М. Гордина
- 1924 — Маргарет — «Волчьи души» Дж. Лондона
- 1925 — Татьяна Русских — «Иван Козырь и Татьяна Русских» Д. П. Смолина
- 1925 — Настасья Минкина — «Аракчеевщина» И. С. Платона
- 1925 — Нипгал Умми — «Загмук» А. Г. Глебова
- 1926 — Любовь Яровая — «Любовь Яровая» К. А. Тренёва
- 1928 — Вера Михайловна Грушина — «Жена» К. А. Тренёва
- 1929 — Ирина — «Огненный мост» Б. С. Ромашова
- 1929 — Маланья — «Растеряева улица» М. С. Нарокова (по Г. И. Успенскому)
- 1930 — Клеопатра Кондратьевна Белосельская — «Вьюга» М. В. Шимкевича
- 1931 — Василиса — «Ясный лог» К. А. Тренёва
- 1932 — Варя — «Разгром» по А. А. Фадееву
- 1932 — Таня — «Плоды просвещения» Л. Н. Толстого
- 1935 — Мурзавецкая — «Волки и овцы» А. Н. Островского
- 1935 — Эмилия — «Отелло» У. Шекспира
- 1936 — Долорес — «Салют, Испания!» А. Н. Афиногенова
- 1937 — Гурмыжская — «Лес» А. Н. Островского (ввод)
- 1937 — Поля Семенова — «На берегу Невы» К. А. Тренёва
- 1938 — Анна Андреевна — «Ревизор» Н. В. Гоголя
- 1938 — Серафима Ивановна Горюнова — «Дружба» В. М. Гусева (ввод)
- 1938 — Хлестова — «„Горе от ума“» А. С. Грибоедова
- 1940 — Кручинина — «Без вины виноватые» А. Н. Островского
- 1943 — Таланова — «Нашествие» Л. М. Леонова
- 1945 — Евфросинья Старицкая — «Иван Грозный» А. Н. Толстого. Режиссёры: П. М. Садовский, К. А. Зубов, Б. И. Никольский
- 1948 — Кукушкина — «Доходное место» А. Н. Островского
- 1948 — Рыбачка — «Южный узел» А. А. Первенцева
- 1948 — Барабошева — «Правда — хорошо, а счастье лучше» А. Н. Островского
- 1949 — Анна Андреевна — «Ревизор» Н. В. Гоголя
- 1950 — Наталья Ковшик — «Калиновая роща» А. Е. Корнейчука
- 1952 — Васса Железнова — «Васса Железнова» М. Горького — Васса Борисовна Железнова
- 1956 — Прасковия Шарабай — «Деньги» А. В. Софронова
- 1957 — Хозяйка Нискавуори — «Каменное гнездо» Х. Вуолийоки
- 1960 — Ламбрини Кирьякули — «Остров Афродиты» А. Парниса. Режиссёр: В. Г. Комиссаржевский — Ламбрини[16]
- 1961 — Колесова — «Честность» А. В. Софронова
- 1962 — Кабаниха — «Гроза» А. Н. Островского. Режиссёры: В. Н. Пашенная, М. Н. Гладков[17]

МХАТ (сезон 1922/1923)
- «Вишнёвый сад» А. П. Чехова — Варя
- «На дне» М. Горького — Василиса
- «Три сестры» А. П. Чехова — Ольга
- «Царь Федор Иоаннович» А. К. Толстого — Ирина

Музыкальная студия при МХАТ под руководством В. И. Немировича-Данченко (сезон 1924/1925)
- «Лисистрата» Аристофана — Лисистрата

Московский мюзик-холл
- 1934 — «Как 14-я дивизия в рай шла» Д. Бедного. Режиссёр: Ф. Н. Каверин

В других театрах и на гастролях
- «Анжело — тиран Падуанский» В. Гюго — Тизба
- «Анна Каренина» по Л. Н. Толстого — Анна Каренина
- «Василиса Мелентьева» А. Н. Островского — Василиса Мелентьева
- «Вера Мирцева» («Уголовное дело») Л. Н. Урванцева — Вера Мирцева
- «Вишни цветут» И. В. Чекина — Зина
- «В новой семье» В. А. Александрова — Наталья Николаевна
- «Всех скорбящих» Г. Гейерманса — Рита
- «Гибель Содома» Г. Зудермана — Китти Гаттенберг
- «Дни нашей жизни» Л. Н. Андреева — Ольга Николаевна
- «Дядя Ваня» А. П. Чехова — Соня
- «Евреи» Е. Н. Чирикова — Хана Френкель
- «Женитьба Белугина» А. Н. Островского и Н. Я. Соловьева — Елена Кармина
- «Живой труп» Л. Н. Толстого — Лиза
- «Забава» («Без любви») А. Шницлера — Христина
- «За океаном» Я. М. Гордина — Эсфирь
- «Идиот» по Ф. М. Достоевскому — Настасья Филипповна
- «Казнь» Г. Г. Ге — Кэт
- «Канцлер и слесарь» А. В. Луначарского — Анна Клейнбауэр
- «Лес» А. Н. Островского — Аксюша
- «Мадам Сан-Жен» В. Сарду и Э. Моро — Катрина Юбше
- «Марион де Лорм» В. Гюго — Марион
- «Огни Ивановой ночи» Г. Зудермана — Марикка
- «Преступление и наказание» по Ф. М. Достоевскому — Дуня
- «Привидения» Г. Ибсена — Фру Альвинг
- «Рабочая слободка» Е. П. Карпова — Лукерья
- «Склеп» В. А. Рышкова — Вера Васильевна Томилина
- «Сполохи» («Жизнь достанет») В. А. Тихонова — Люба
- «Царь Эдип» Софокла — Иокаста
- «Чайка» А. П. Чехова — Полина / Маша / Нина Заречная
- «Электра» Софокла — Электра

Радиоспектакли
- 1959 — «Русский лес» Л. М. Леонова — Поля Вихрова
- «Люди из захолустья» А. Г. Малышкина — Аграфена Ивановна
- «Летом в Ключиках» А. Кулика — Дарья Тимофеевна
- 1961 — «Сигнальные огни» Л. Юдасина — мать Эдуарда Козлова

### Фильмография
- 1912 — Бесприданница — Лариса
- 1912 — Гроза — Катерина
- 1912 — Тайна дома номер пять — куртизанка Эльза
- 1919 — Поликушка — Акулина
- 1920 — Хромой барин — Катенька Мордвинская
- 1952 — Горе от ума (фильм-спектакль) — Хлёстова
- 1952 — Волки и овцы (фильм-спектакль) — Мурзавецкая
- 1952 — На всякого мудреца довольно простоты (фильм-спектакль) — Манефа
- 1953 — Васса Железнова (фильм-спектакль) — Васса Борисовна Железнова
- 1956 — Дорога правды — Ремизова
- 1957 — Екатерина Воронина — бабушка Екатерины
- 1958 — Идиот — Генеральша Епанчина
- 1959 — Повесть о молодожёнах — Ольга Николаевна, директор детского дома
- 1959 — Растеряева улица (фильм-спектакль) — Балканиха

Участие в фильмах
- 1960 — Женщины в искусстве (документальный)

Архивные кадры
- 2011 — Александр Сумбатов-Южин. Битва за театр (документальный)

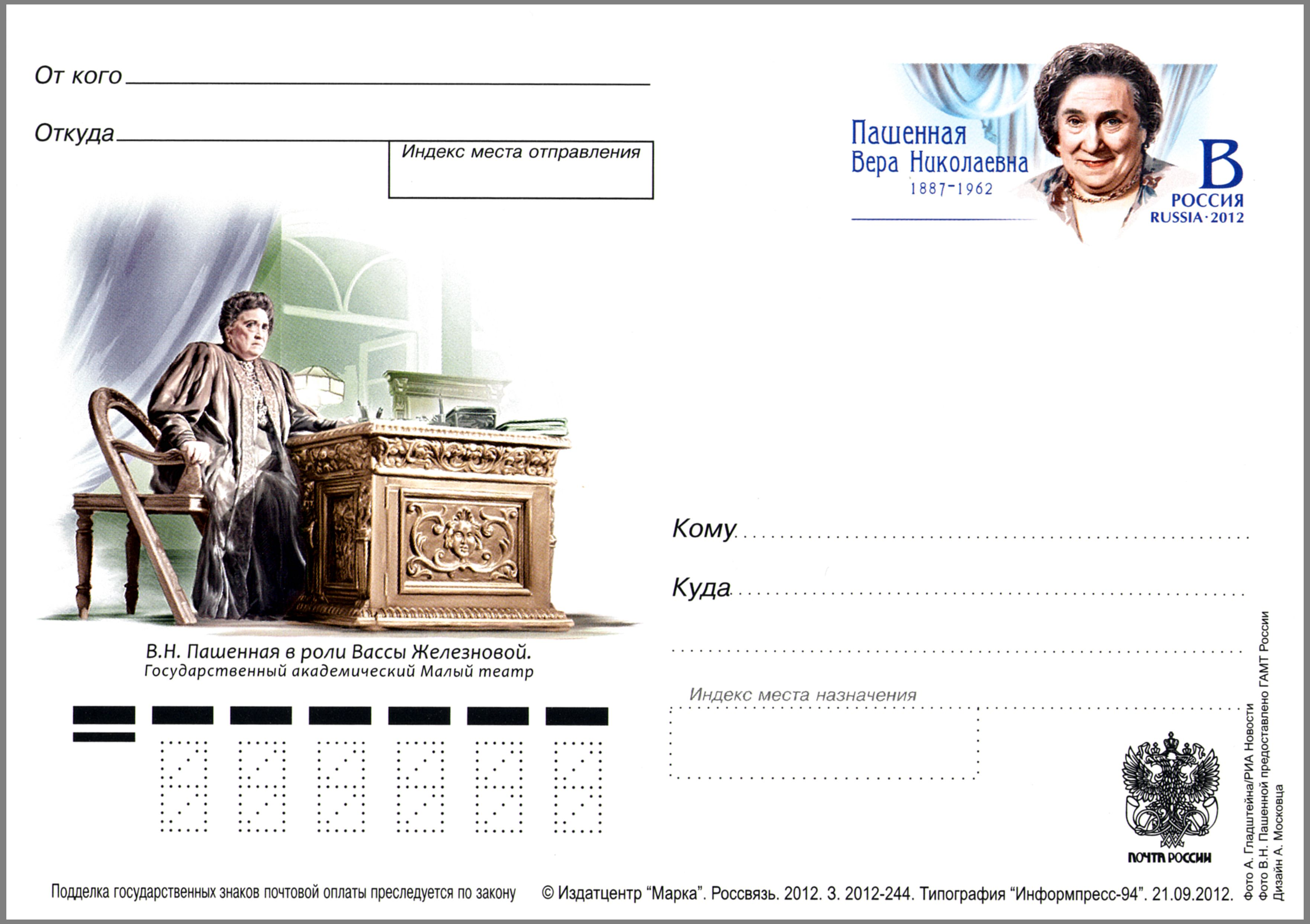
Почтовая карточка, выпущенная к 125-летию со дня рождения актрисы. Почта России, 2012 г.,.

### Литературные сочинения
- Моя работа над ролью, М., 1934;
- Искусство актрисы, М., 1954;
- Ступени творчества, М., 1964.
- Прекрасному учит жизнь[18].

## Звания и награды
- Заслуженная артистка Республики (1925)
- Народная артистка РСФСР (20.03.1933)[19]
- Народная артистка СССР (23.09.1937)
- Сталинская премия первой степени (1943) — за многолетние выдающиеся достижения в области театрально-драматического искусства[20]
- Ленинская премия (1961) — за исполнение заглавной роли в спектакле «Васса Железнова» М. Горького и роли хозяйки Нискаувори в спектакле «Каменное гнездо» Х. Вуолийоки (1957)
- Два ордена Ленина (23.09.1937 — за выдающиеся заслуги в деле развития русского театрального искусства, 1949)
- Орден Трудового Красного Знамени (1957)[21]
- Медаль «За доблестный труд в Великой Отечественной войне 1941—1945 гг.»
- Медаль «В память 800-летия Москвы»

## Память
В честь актрисы названы:
- улица в посёлке Валентиновка (Королёв, Московская область)
- улица в Донецке (Украина)
- переулок в Полтаве (Украина)

В Москве проживала по адресу улица Огарёва, д. 1/12. На доме установлена мемориальная доска.